# فرانسيليا بيلينغتون
فرانسيليا بيلينغتون (بالإنجليزية: Francelia Billington)‏ (1 فبراير 1895 - 24 نوفمبر 1934) ممثلة أمريكية في عصر السينما الصامتة ومشغله كاميرا بارعه .

## روابط خارجية
- فرانسيليا بيلينغتون على موقع IMDb (الإنجليزية)
- فرانسيليا بيلينغتون على موقع أول موفي (الإنجليزية)
- فرانسيليا بيلينغتون على موقع قاعدة بيانات الأفلام السويدية (السويدية)
- فرانسيليا بيلينغتون على موقع قاعدة بيانات الفيلم (الإنجليزية)
- فرانسيليا بيلينغتون على موقع كينوبويسك (الروسية)
- Francelia Billington photo at silentsaregolden
- Frencelia Billington article